# Producte de fissió de llarga vida
Els productes de fissió de llarga vida (LLFP) són materials radioactius amb una vida mitjana llarga (més de 200.000 anys) produïts per la fissió nuclear de l'urani i el plutoni. A causa de la seva radiotoxicitat persistent, és necessari aïllar-los dels humans i de la biosfera i confinar-los en dipòsits de residus nuclears durant períodes geològics. El focus d'aquest article són els radioisòtops ( radinúclids) generats pels reactors de fissió.
| Nucli       | t1⁄2  | Rendiment | Energia de desintegració | Mode de desintegració |
|             | (Ma)  | (%)       | (keV)                    |                       |
| ----------- | ----- | --------- | ------------------------ | --------------------- |
| 99Tc        | 0.211 | 6.1385    | 294                      | β                     |
| 126Sn       | 0.230 | 0.1084    | 4050                     | βγ                    |
| 79Se        | 0.327 | 0.0447    | 151                      | β                     |
| 93Zr        | 1.53  | 5.4575    | 91                       | βγ                    |
| 135Cs       | 2.3   | 6.9110    | 269                      | β                     |
| 107Pd       | 6.5   | 1.2499    | 33                       | β                     |
| 129I        | 15.7  | 0.8410    | 194                      | βγ                    |
| 1. 2. 3. 4. |       |           |                          |                       |

## Evolució de la radioactivitat en residus nuclears
La fissió nuclear produeix productes de fissió, així com actínids dels nuclis de combustible nuclear que capturen neutrons però no aconsegueixen la fissió, i productes d'activació de l'activació de neutrons del reactor o dels materials ambientals.

### Curt termini
L'elevada radioactivitat a curt termini del combustible nuclear gastat prové principalment de productes de fissió amb una vida mitjana curta. La radioactivitat de la barreja de productes de fissió es deu principalment a isòtops de curta vida com el 131I i el 140Ba, després d'uns quatre mesos el 141Ce, 95Zr/ 95Nb i 89Sr constitueixen els principals contribuents, mentre que després d'uns dos o tres anys. la part més gran la prenen 144Ce/ 144Pr, 106Ru/ 106Rh i 147Pm. Tingueu en compte que en el cas d'un alliberament de radioactivitat d'un reactor de potència o combustible usat, només s'alliberen alguns elements. Com a resultat, la signatura isotòpica de la radioactivitat és molt diferent d'una detonació nuclear a l'aire lliure on tots els productes de fissió estan dispersos.

### Productes de fissió de vida mitjana
Després de diversos anys de refredament, la major part de la radioactivitat prové dels productes de fissió cesi-137 i estronci-90, que es produeixen cadascun en aproximadament el 6% de les fissions, i tenen una semivida d'uns 30 anys. Altres productes de fissió amb vides mitjanes similars tenen rendiments de productes de fissió molt més baixos, menor energia de desintegració i diversos ( 151 Sm, 155 Eu, 113m Cd) també es destrueixen ràpidament per la captura de neutrons mentre encara es troben al reactor, de manera que no són responsables de més. que una petita fracció de la producció de radiació en qualsevol moment. Per tant, en el període d'uns quants anys a diversos centenars d'anys després de l'ús, la radioactivitat del combustible gastat es pot modelar simplement com la desintegració exponencial del 137 Cs i el 90 Sr. De vegades es coneixen com a productes de fissió de vida mitjana.

### Productes de fissió de llarga vida
A escales superiors a 105 anys, els productes de fissió, principalment el 99Tc, tornen a representar una proporció significativa de la radioactivitat restant, encara que més baixa, juntament amb actínids de vida més llarga com el neptuni-237 i el plutoni-242, si no s'han destruït.
Els productes de fissió de llarga vida més abundants tenen una energia de desintegració total al voltant de 100-300 keV, només una part del qual apareix a la partícula beta; la resta es perd per un neutrino que no té cap efecte. En canvi, els actínids pateixen múltiples desintegracions alfa, cadascuna amb una energia de desintegració al voltant de 4-5 MeV.
Només set productes de fissió tenen vides mitjanes llargues, i aquestes són molt superiors als 30 anys, entre 200.000 i 16 milions d'anys. Aquests es coneixen com a productes de fissió de llarga vida (LLFP). Tres tenen rendiments relativament alts d'un 6%, mentre que la resta apareixen amb rendiments molt més baixos. (Aquesta llista de set exclou els isòtops amb desintegració molt lenta i vides mitjanes més llargues que l'edat de l'univers, que són efectivament estables i ja es troben a la natura, així com alguns nuclids com el tecneci-98 i el samari-146 que són " ombrejat" de la desintegració beta i només es pot produir com a productes de fissió directe, no com a productes de desintegració beta de productes de fissió inicials més rics en neutrons. Els productes de fissió ombrejats tenen rendiments de l'ordre d'una milionèsima part que el iode-129.)

## Els 7 productes de fissió de llarga vida
Els tres primers tenen una semivida semblant, entre 200 mil i 300 mil anys; els quatre últims tenen vides mitjanes més llargues, en els baixos milions d'anys.
1. El tecneci-99 produeix la major quantitat de radioactivitat LLFP. Emet partícules beta d'energia baixa a mitjana però sense raigs gamma, per la qual cosa té poc perill en l'exposició externa, però només si s'ingereix. Tanmateix, la química del tecneci li permet formar anions (pertecnetat, TcO4−) que són relativament mòbils en el medi ambient.
2. Tin-126 té una gran energia de desintegració (a causa del seu següent producte de desintegració de vida mitjana curta) i és l'únic LLFP que emet radiació gamma energètica, que és un perill d'exposició externa. No obstant això, aquest isòtop es produeix en quantitats molt petites en la fissió per neutrons tèrmics, de manera que l'energia per unitat de temps a partir de 126 Sn és només al voltant del 5% tant com a partir de 99 Tc per a la fissió U-235, o el 20% tant per al 65% U-235+35% Pu-239. La fissió ràpida pot produir rendiments més elevats. L'estany és un metall inert amb poca mobilitat a l'entorn, que contribueix a limitar els riscos per a la salut de la seva radiació.
3. El seleni-79 es produeix amb rendiments baixos i només emet radiació feble. La seva energia de desintegració per unitat de temps hauria de ser només al voltant del 0,2% de la del Tc-99.
4. El zirconi-93 es produeix amb un rendiment relativament alt d'un 6%, però la seva desintegració és 7,5 vegades més lenta que el Tc-99, i la seva energia de desintegració és només un 30% més gran; per tant, la seva producció d'energia és inicialment només un 4% més gran que el Tc-99, encara que aquesta fracció augmentarà a mesura que el Tc-99 decai. 93 Zr produeix radiació gamma, però d'una energia molt baixa, i el zirconi és relativament inert a l'entorn.
5. El xenó-135, predecessor de Cesi-135, es produeix a un índex elevat de més del 6% de les fissions, però és un absorbidor extremadament potent de neutrons tèrmics (verí de neutrons), de manera que la major part es transmuta a xenó-136 gairebé estable. abans que pugui decaure a cesi-135. Si es destrueix el 90% de 135Xe, aleshores l'energia de desintegració de 135Cs restants per unitat de temps és inicialment només un 1% tan gran com la del 99Tc. En un reactor ràpid, es pot destruir menys Xe-135. El cesi de fissió conté no només 135Cs, sinó també 133Cs estable però absorbent neutrons (que malgasta neutrons i forma 134Cs que és radioactiu amb una vida mitjana de 2 anys), així com el producte de fissió comú 137Cs que no absorbeix neutrons. però és altament radioactiu, la qual cosa fa que la manipulació sigui més perillosa i complicada; per tots aquests motius, l'eliminació de la transmutació de 135Cs seria més difícil.
6. El pal·ladi-107 té una vida mitjana molt llarga, un rendiment baix (tot i que el rendiment de la fissió del plutoni és superior al rendiment de la fissió de l'urani-235) i una radiació molt feble. La seva contribució inicial a la radiació LLFP hauria de ser només aproximadament una part de cada 10.000 per a la fissió de 235U, o 2.000 per a un 65% 235U + 35% 239Pu. El pal·ladi és un metall noble i extremadament inert.
7. El iode-129 té la vida mitjana més llarga, 15,7 milions d'anys, i a causa de la seva vida mitjana més alta, menor fracció de fissió i energia de desintegració, produeix només al voltant de l'1% de la intensitat de la radioactivitat de 99Tc. No obstant això, el iode radioactiu és un risc biològic desproporcionat perquè la glàndula tiroide concentra iode. 129I té una vida mitjana gairebé mil milions de vegades més llarga que el seu isòtop germà més perillós 131I; per tant, amb una vida mitjana més curta i una energia de desintegració més alta, el 131I és aproximadament mil milions de vegades més radioactiu que el 129I de vida més llarga. (Quina rellevància té 131I en aquesta cobertura dels LLFP és discutible.)